# رودنیکی (استان اوپوله)
رودنیکی (به لهستانی: Rudniki) یک منطقهٔ مسکونی در لهستان است که در گمینا رودنگکی واقع شده‌است. رودنیکی ۵٫۴ کیلومتر مربع مساحت و ۸۹۷ نفر جمعیت دارد.